# Andrew Stockdale
Andrew James Stockdale, född 20 juli 1976, är en musiker från Australien, mest känd som sångare och gitarrist i bandet Wolfmother.
Stockdale studerade i Brisbane, på Ashgrove State School, Wimbeldon Middle School, The Gap State High School och Kelvin Grove State High School, och har bott i Ashgrove och Wimbledon Village, London, som barn.
Stockdale sjunger på en av Slash låtar på dennes soloalbum. Låten heter "By the sword".